# Juri Nikolajewitsch Kornakow
Juri Nikolajewitsch Kornakow (* 19. Juli 1938 in Ulan-Ude; † 26. Februar 2006 in Sankt Petersburg) war ein sowjetischer und russischer Komponist, Pianist und Musikpädagoge.

## Leben
Juri Kornakow wurde 1938 in Ulan-Ude, der Hauptstadt der heutigen Republik Burjatien, geboren. Er absolvierte zunächst ein Klavierstudium am Nowosibirsker Staatlichen Konservatorium, wo er unter anderem bei Ida Gubaidulina und E. Sänger studierte. Nach seinem Klavierexamen 1962 setzte er seine Ausbildung in der Kompositionsklasse von Askold Fjodorowitsch Murow fort.
Nach seinem Abschluss im Jahre 1967 wirkte Kornakow in Leningrad (heute Sankt Petersburg), wo er 1968 zunächst Professor für Klavier am Leningrader Institut für Kultur wurde. Später unterrichtete er dort Komposition an der Staatlichen Universität für Kultur und Kunst. Er engagierte sich in Leningrad neben der Lehre auch im kulturellen Leben der Stadt.

## Werk
Kornakows kompositorisches Schaffen umfasst sowohl instrumentale als auch vokale Werke in unterschiedlichen Besetzungen – von Solostücken über Kammermusik bis hin zu groß besetzten Bühnenwerken. Charakteristisch für seine Musik ist der Einfluss der traditionellen Musik der Burjaten, die er auf individuelle Weise mit Elementen der russischen Klassik und der sowjetischen Moderne verband.
Besondere Anerkennung erlangte er mit seinem Ballett The Lord of the Jungle (russ. Владыка джунглей), das mit dem Staatspreis der Republik Burjatien ausgezeichnet wurde.
Kornakow war einer der wichtigen Repräsentanten der sowjetischen Komponistengeneration nach dem Zweiten Weltkrieg. Seine Verbindung von ethnischer Musiktradition mit modernen Ausdrucksformen ist ein wesentliches Merkmal seines künstlerischen Profils.